# Беффю-э-ле-Мортом
Беффю́-э-ле-Морто́м (фр. Beffu-et-le-Morthomme) — коммуна во Франции, находится в регионе Шампань — Арденны. Департамент коммуны — Арденны. Входит в состав кантона Гранпре. Округ коммуны — Вузье.
Код INSEE коммуны — 08056.
Коммуна расположена приблизительно в 195 км к востоку от Парижа, в 65 км северо-восточнее Шалон-ан-Шампани, в 50 км к югу от Шарлевиль-Мезьера.

## Население
Население коммуны на 2008 год составляло 72 человека.
| 1962 | 1968 | 1975 | 1982 | 1990 | 1999 | 2008 |
| ---- | ---- | ---- | ---- | ---- | ---- | ---- |
| 72   | 80   | 57   | 51   | 60   | 53   | 72   |

## Экономика
В 2007 году среди 37 человек в трудоспособном возрасте (15—64 лет) 25 были экономически активными, 12 — неактивными (показатель активности — 67,6 %, в 1999 году было 72,4 %). Из 25 активных работали 25 человек (17 мужчин и 8 женщин), безработных не было. Среди 12 неактивных 1 человек был учеником или студентом, 5 — пенсионерами, 6 были неактивными по другим причинам.

## Фотогалерея
- Мэрия
- Мемориал Сопротивления
- Дорожные указатели
- Карта коммуны